# Высоцкий, Тарас Николаевич
Тарас Николаевич Высоцкий (укр. Тарас Миколайович Висоцький; род. 6 августа 1986, Кунин, Ровенская область) — украинский политический деятель и аграрный лоббист, заместитель Министра развития экономики, торговли и сельского хозяйства Украины. Временно исполняющий обязанности министра Минагрополитики с 14 мая по 5 сентября 2024 года.

## Биография
Образование высшее. В 2008 году окончил Национальный университет биоресурсов и природопользования Украины, специальность «Административный менеджмент». Магистр менеджмента. Получил диплом магистра в Университете им. Гумбольдта (г. Берлин). Член Европейской ассоциации аграрных экономистов (EAAE) и Немецкого сельскохозяйственного общества (DLG).
С сентября 2004 по июнь 2007 года — студент Национального университета биоресурсов и природопользования Украины, г. Киев.
С июля 2007 по декабрь 2008 года — студент Национального университета биоресурсов и природопользования Украины, г. Киев.
С октября 2006 по декабрь 2010 года — менеджер ЧП «Здолбунивветпостач», Ровенская область.
С февраля 2011 по январь 2013 года — эксперт аграрных рынков ООО «Ника проджект партнерст», г. Киев.
С февраля 2013 по декабрь 2014 года — эксперт аграрных рынков Ассоциации «Украинский клуб аграрного бизнеса», г. Киев.
С декабря 2014 по март 2019 года — генеральный директор Ассоциации «Украинский клуб аграрного бизнеса», г. Киев.
С марта 2019 года — первый заместитель председателя Черкасской областной государственной администрации.
С 24 июня по 30 июля 2019 года — временно исполняющий обязанности председателя Черкасской областной государственной администрации.
С 6 сентября 2019 года — заместитель Министра развития экономики, торговли и сельского хозяйства Украины.
14 мая 2024 года Кабинет министров Украины назначил Высоцкого временно исполняющим обязанности министра аграрной политики и продовольствия.